# 정화여자고등학교
정화여자고등학교(貞和女子高等學校)는 대한민국 대구광역시 수성구 범어동에 위치한 사립 고등학교이다.

## 학교 연혁
- 1967년 9월 25일 : 학교법인 정화 교육 재단 설립 인가
- 1971년 12월 27일 : 정화 여자 상업고등학교 설립 인가
- 1972년 3월 1일 : 제1회 입학식 거행
- 1972년 8월 2일 : 정화여자고등학교로 교명 변경
- 1974년 2월 1일 : 초대 도영대 교장 취임
- 1975년 1월 11일 : 제1회 졸업식 거행
- 1977년 1월 9일 : 학칙 변경(야간 각 학년 6학급 총 18학급, 주간 각 학년 10학급 총 30학급)
- 1982년 9월 21일 : 학칙 변경(야간 없음. 주간 각 학년 15학급 총 45학급)
- 2000년 2월 8일 : 수성구 범어4동로 교사 이전
- 2000년 3월 2일 : 학교 이전(대구광역시 수성구 범어동 산105번지)
- 2012년 10월 17일 : 주은영 재단이사장 취임
- 2016년 3월 1일 : 제15대 이인우 교장 취임
- 2021년 2월 5일 : 제47회 졸업식(13학급 270명)
- 2021년 3월 2일 : 2021학년도 입학식(12학급 242명)

## 학교 위치
- 1972년 3월 2일 ~ 2000년 2월 28일 : 수성구 수성로 135 (상동 / 現 정화우방팔레스)
- 2000년 3월 2일 ~ (현재) : 수성구 청호로84길 123 (범어동)

## 참고 자료
- 정화여자고등학교 - 한국교육학술정보원 학교알리미